# Cempaka Permai
Cempaka Permai is een bestuurslaag in het regentschap Bengkulu van de provincie Bengkulu, Indonesië. Cempaka Permai telt 6730 inwoners (volkstelling 2010).